# Kappel (Wald)
Kappel is een plaats in de Duitse gemeente Wald (Hohenzollern), deelstaat Baden-Württemberg, en telt 111 inwoners (2008).